# Calling Dr. Hathaway
Calling Dr. Hathaway is de negentiende aflevering van het derde seizoen van de televisieserie ER, die voor het eerst werd uitgezonden op 24 april 1997.

## Verhaal
Hathaway krijgt haar score terug van haar toelatingsexamen voor de opleiding geneeskunde, zij heeft het uitstekend gedaan. Nu moet zij beslissen of zij voor de opleiding gaat of gewoon verpleegster blijft. Terwijl zij beseft dat zij een uitstekende verpleegster is en dit ook graag doet, probeert dr. Weaver haar over te halen om voor de opleiding te gaan.
Dr. Carter komt erachter dat dr. Edson een patiëntdossier heeft vervalst om zo een fout van zichzelf te verhullen. Nu staat hij in dubio wat te doen, hem aangeven of een oogje dichtknijpen. 
Dr. Greene krijgt een koppel onder behandeling die rare situaties verzinnen, om te zien hoe snel het personeel van de SEH hiervoor oplossingen verzint.
Dr. Benton besluit een vrije dag te nemen als hij op bezoek is bij zijn zwangere vriendin, Carla. Dit omdat, nu zij hoogzwanger is, zij niet alles zelf meer kan doen en hulp nodig heeft. 
Er loopt een muis rondt op de SEH, het blijkt dat de muis ontsnapt is uit het onderzoekslaboratorium en veel geld waard is. Nu gaan Markovic, Goldman en Boulet achter de muis aan omdat er een grote beloning uitgeloofd is als hij gevangen wordt. 

## Rolverdeling

### Hoofdrol
- Anthony Edwards - Dr. Mark Greene
- Yvonne Zima - Rachel Greene
- George Clooney - Dr. Doug Ross
- Noah Wyle - Dr. John Carter
- Eriq La Salle - Dr. Peter Benton
- Laura Innes - Dr. Kerry Weaver
- Jorja Fox - Dr. Maggie Doyle
- Matthew Glave - Dr. Dale Edson
- John Aylward - Dr. Donald Anspaugh
- Jami Gertz - Dr. Nina Pomerantz
- Gloria Reuben - Jeanie Boulet
- Julianna Margulies - verpleegster Carol Hathaway
- Yvette Freeman - verpleegster Haleh Adams
- Conni Marie Brazelton - verpleegster Connie Oligario
- Laura Cerón - verpleegster Chuny Marquez
- Deezer D - verpleger Malik McGrath
- Bellina Logan - verpleegster Kit
- Lily Mariye - verpleegster Lily Jarvik
- Vanessa Marquez - verpleegster Wendy Goldman
- Emily Wagner - ambulancemedewerker Doris Pickman
- Lyn Alicia Henderson - ambulancemedewerker Pamela Olbes
- Abraham Benrubi - Jerry Markovic
- Lisa Nicole Carson - Carla Reese

### Gastrol
- Cynthia Martells - Andrea Thompson
- Khandi Alexander - Jackie Robbins
- Julie Hagerty - Brenda Wilkerson
- Harry Shearer - John Smythe
- Barry Cutler - McCollum
- Casey Floresca - Brownie
- Denise Johnson - Emma Pomerantz
- Kevin McDermott - Gunderson
- Patricia Place - Mrs. Romero
- Leslie Rivers - Mrs. Meeks

en vele andere